# Games World
Games World var ett TV-program som sändes på vardagarna i Sky One åren 1993-1998. Konceptet var underhållningsbaserat, och påminde om Gamesmaster. Varje dag spelade unga människor olika dator- och TV-spel i programmet, och de bästa spelade final på fredagarna, där de mötte en rollfigur ("Videoator"). Vinnaren varje vecka fick en Games World-jacka, medan säsongsmästaren fick en arkadmaskin.

## Medverkande

### Programledare
- Bob Mills (som sig själv, programledare (säsong 1-3))
- Andy Collins (som sig själv, programledare (säsong 4))

### Bisittande kommentatorer
- Dave Perry (som sig själv, programledare (säsong 1-4))
- Tim Boone (som sig själv, kommentator (säsong 1-3))
- Jeremy Daldry (som sig själv, kommentator (säsong 1-2))
- Alex Verrey (as Big Boy Barry, kommentator (säsong 4))
- Kirk Ewing (som sig själv, kommentator (säsong 4))

### "Videators"
- Big Boy Barry (spelad av Alex Verrey) (säsong 1-3)
- Electric Eddie (spelad av Rob J Nathan) (säsong 2-3)
- Colin the Console Cowboy (säsong 3)
- The Executioner (spelad av Gary Harrod) (säsong 1-2)
- Radion Automatic (spelad av Edward Laurence) (säsong 1)
- Letty Edwards "The Gaming Granny" (säsong 1)
- Combat Cal (spelad av Cal Jones) (säsong 2)
- Mr. Mathers "The Megabyte Millionaire" (spelad av Martin Mathers) (säsong 2-3)
- The Violet Blade (spelad av Rik Henderson, även producent/manusförfattare)(säsong 1-3)
- The Persian Prince of Perfection (spelad av Hussain Ghafoor) (säsong 1-2)
- Ragga D "The Games M.C." (spelad av Cecil Dyer) (säsong 2)
- Master Moriarty (spelad av Tristan Moriarty) (säsong 1-2)
- Trixie Belle "The Minx from Hell" (spelad av Pushpa Chopra) (säsong 2-3)
- The Game Messiah (spelad av Doug Johns) (säsong 1)
- Eddie Essex (spelad av Jason Kilshaw, som arbetade för Gamer.tv och Playr) (säsong 4)
- Lord Leslie Mathers (spelad av Martin Mathers) (säsong 4)
- Metro (säsong 4)

### Barry's Joypad
- Big Boy Barry (spelad av Alex Verrey)
- Lesley (spelad av David Walliams)
- Charlene (spelad av Sarah Phillys)
- The Games Mistress (spelad av Diane Youdale)